# Staurastrum megacanthum
Staurastrum megacanthum là một loài Song tinh tảo trong họ Desmidiaceae, thuộc chi Staurastrum.